# Sherzad Hassan

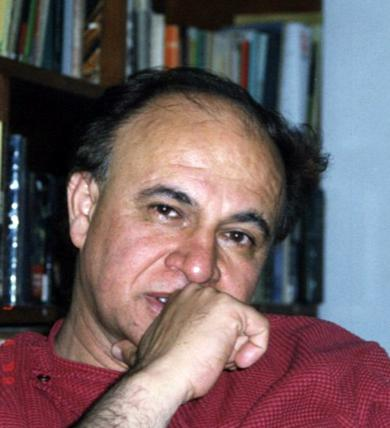

Sherzad Hassan (Kurdisch شێرزاد حەسەن), geboren 1951 in Erbil, Kurdistan (Irak) ist ein kurdischsprachiger Schriftsteller, Dichter und Übersetzer.

## Leben und Werk
Sherzad Hassan wuchs in der kurdischen Stadt Erbil in einer muslimischen Familie auf und wurde in jungen Jahren von seinen Eltern auf eine Koranschule (Madrasa) geschickt, um die islamischen Werte zu erlernen. Als Dreizehnjähriger begann er zu rebellieren und fing, obwohl noch minderjährig, gegen den Willen seiner Familie damit an, westliche Literatur und im Irak verbotene Bücher zu lesen. Er studierte an der Universität Bagdad Geisteswissenschaften und machte seinen Abschluss im Jahr 1975 in Englischer Literatur. Zahlreiche Werke wurden von ihm aus dem Englischen ins Kurdische übersetzt, darunter „Look back in Anger“ (John Osborne), „Marat/Sade“ (Peter Weiss), „King Lear“ (William Shakespeare), „An Angel descended in Babylon“ („Ein Engel kommt nach Babylon“) (Friedrich Dürrenmatt) sowie Gedichte, Kurzgeschichten und Essays.
1983 veröffentlichte Sherzad Hassan seine erste Sammlung von neun Kurzgeschichten mit dem Titel „Einsamkeit“. Im Jahr 1988 wurden seine sechs Erzählungen „Die schwarze Rose“ herausgegeben, die ihm zum Durchbruch verhalfen.
Gemeinsam mit anderen Autoren seiner Generation, unter ihnen Bachtyar Ali, Mariwan Qani und Rebin Hardi, gründete er in Sulaimaniyya eine neue intellektuelle Strömung hauptsächlich durch das Halten von Seminaren und schuf dadurch bisher unbekannte Artikulationsmöglichkeiten. Dieselbe Gruppe begann 1991 damit, die philosophische Zeitschrift Azadi (Freiheit) (kurdisch: ئازادی) und anschließend die Zeitschrift Rahand „Dimension“ (kurdisch: رەهەند) zu publizieren. Sherzad Hassan gab zahlreiche Interviews in englischer und kurdischer Sprache zu unterschiedlichen Themen aus Religion und Gesellschaftspolitik.
Er gehört zu den bedeutendsten Vertretern der zeitgenössischen Literatur in Kurdistan. Bekanntheit erlangte er mit seinen zahlreichen Novellen und Prosawerken wie „Die Schwarze Rose“, „Die Burg und die Hunde meines Vaters“ und „Die Einsamkeit“, die er mit naturalistischen Elementen anreichert.
Aufgrund seiner kritischen Einstellung der Politik, der gesellschaftlichen Dogmen und vor allem der Religion gegenüber, wurde er in seiner Heimat oft bedroht, woraufhin er im Jahr 1997 nach Finnland floh. Dort begann er an dem Roman „Die Nacht, in der Jesus herabstieg“ zu arbeiten, der 2012 in kurdischer Sprache (Sorani) veröffentlicht wurde. Als Islamkritiker stellt er die Grundwerte des Islam in seinen Essays und Vorträgen oft in Frage, weswegen gegen ihn die fatwa ausgesprochen wurde. Vehement setzt er sich für die Rechte der Frauen ein, spricht Tabuthemen wie die Sexualität, Korruption und auch Ehrenmord an und stellt sich gegen das im Land herrschende Erziehungssystem.

## Veröffentlichungen
Kurzgeschichten 
- Die Einsamkeit. Neun Erzählungen. Publishing House AlJahez, Bagdad 1983.
- Die schwarze Rose. Sechs Erzählungen. Kurdish Publishing House, Bagdad 1988.
- Die Stadt der Strohmänner. Fünfzehn Erzählungen. Aras Publishiers, Erbil 1995.
- Der Abend der alten Schmetterlinge. Sechs Erzählungen. Aras Publishiers, Erbil 2008.

 Romane 
- Die Burg und die Hunde meines Vaters.  Xazalnus, Sulaimaniyya 1996.
- Der Nebel über dem Kloster. Aras Publishers, Erbil 2003.
- Die Steppe der getöteten Rehe.  Khak, Sulaimaniyya 2004.
- Die nasal sprechende Frau. Kurdish Culture Center, London 2005.
- Der Traum der Spinnen.  Xazalnus, Sulaimaniyya 2006.
- Die Frau auf dem Minarett. Aras Publishers, Erbil 2007.
- Die Nacht, in der Jesus herabstieg. Xasalnus, Sulaimaniyya 2012, übersetzt von Ute Cantera-Lang und Rawezh Salim, Verlag Klingenberg, Graz, 2024 ISBN 978-3-903284-13-5.

 Essays 
- Die Bettler des Friedens; 2013
- Die Unerträglichkeit einer bücherlosen Welt; 2014
- Sargfabrik; 2016